# 대한민국 형사소송법 제322조
대한민국 형사소송법 제322조는 형면제 또는 형의 선고유예의 판결에 대한 형사소송법의 조문이다.

## 조문
제322조(형면제 또는 형의 선고유예의 판결)피고사건에 대하여 형의 면제 또는 선고유예를 하는 때에는 판결로써 선고하여야 한다.

## 참고 문헌
- 손동권 신이철, 새로운 형사소송법(초판, 2013), 세창, 2013. ISBN 9788984114081